# Рудь, Леонид Антонович
Леонид Антонович Рудь — советский и украинский учёный в области радиофизики, лауреат Государственной премии УССР в области науки и техники (1989).

## Биография
Родился в 1946 г.
Окончил Харьковский институт радиоэлектроники (ХИРЭ) по специальности «Радиофизика и электроника» (1969). С 1969 г. по 1971 г. служил в армии — командир противотанкового взвода.
С 1971 г. — в ИРЭ НАН Украины: аспирант, младший научный сотрудник, старший научный сотрудник, ведущий научный сотрудник.
Диссертации (защищены соответственно в 1976 и 1990 гг.):
- Рассеяние волн на изломах прямоугольных волноводов в H-плоскости : диссертация … кандидата физико-математических наук : 01.04.03. — Харьков, 1974. — 139 с. : ил.
- Свободные колебания и резонансные явления в волноводных системах : диссертация … доктора физико-математических наук : 01.04.03 / Харьк. гос. ун-т им. А. М. Горького. — Харьков, 1989. — 357 с. : ил.

Профессор кафедры ФОЭТ ХИРЭ. Читал курсы: «Микроэлектроника СВЧ», «Твердотельные приборы и устройства СВЧ».
Сфера научных интересов — математические методы моделирования волноводных устройств, спектральная теория открытых волноводных резонаторов, частотно-селективные системы, системы машинного моделирования и проектирования СВЧ-устройств.
Автор 130 научных публикаций, в том числе монографии, и 3 изобретений.
Лауреат Государственной премии УССР в области науки и техники 1989 г. — за цикл работ «Теория резонансного рассеяния волн и ее применение в радиофизике».
Сочинения:
- Шестопалов В.П., Кириленко А.А., Рудь Л.А. Резонансное рассеяние волн. Том 2. Волноводные неоднородности. Киев: Наукова Думка, 1986. - 216 с.
- Многоэлементные уголковые неоднородности в сверхразмерных волноводах прямоугольного сечения / В. Р. Литвинов, Л. А. Рудь. — Харьков : ИРЭ, 1982. — 35 с. : граф.; 20 см. — (Препринт. / АН УССР, Ин-т радиофизики и электрон. N200; ;).
- Резонансные и спектральные свойства волноводно-диэлектрических резонаторов / Т. И. Васильева, А. А. Кириленко, Л. А. Рудь. — Харьков : ИРЭ, 1987. — 36 с. : ил.; 20 см. — (Препр. АН УССР, Ин-т радиофизики и электрон.; N 347).